# Clemens VIII. (Papst)

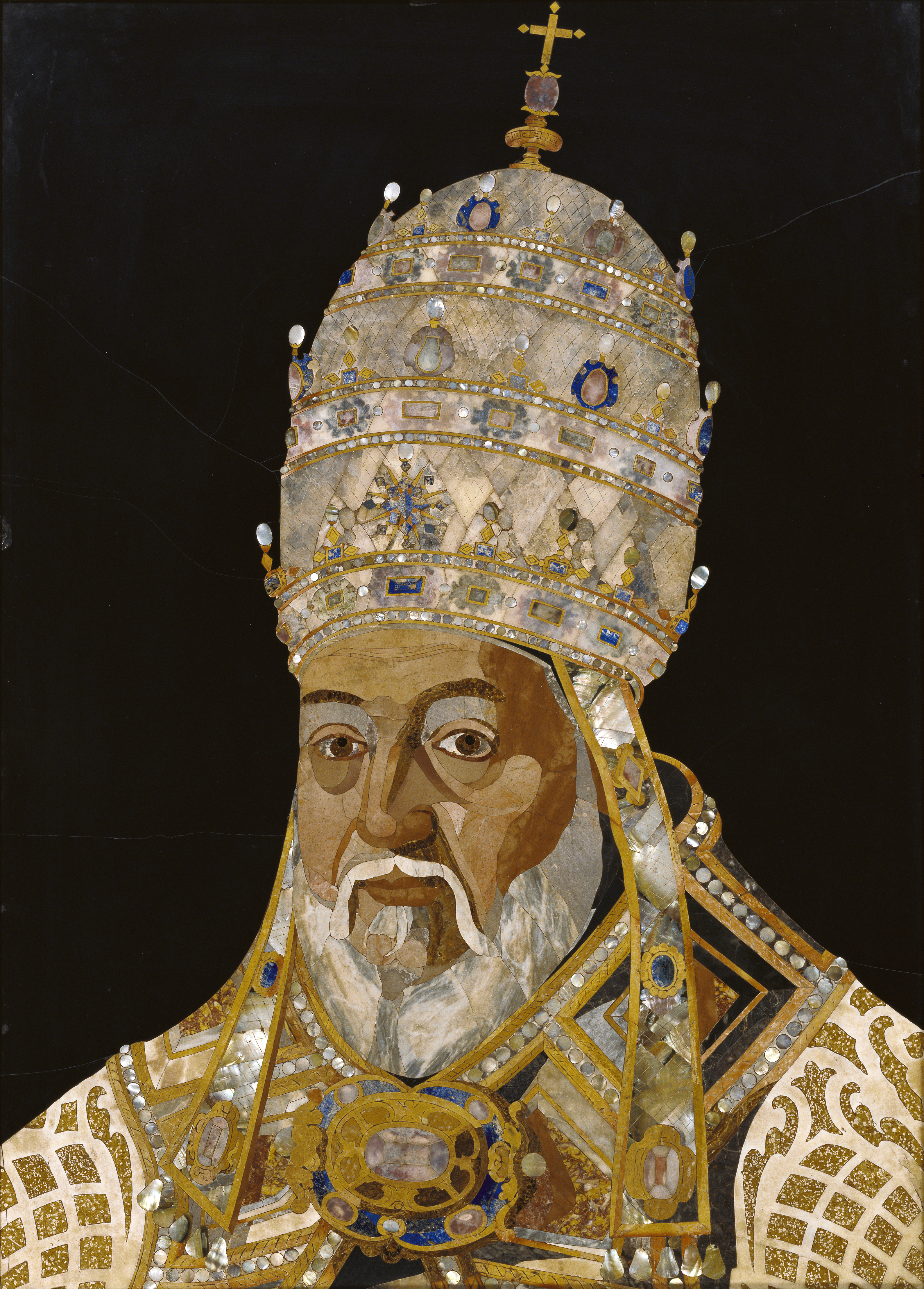
Clemens VIII., Pietra-dura-Mosaik von Jacopo Ligozzi, 1600, Getty Center

Clemens VIII. (* 24. Februar 1536 in Fano; † 3. März 1605 in Rom), Geburtsname Ippolito Aldobrandini, war von 2. Februar 1592 bis zu seinem Tode Papst der römisch-katholischen Kirche.

## Herkunft
Clemens VIII. entstammte der in Florenz angesehenen Kaufmannsfamilie Aldobrandini, deren mehrere Linien in der Politik ihrer Heimatstadt seit dem späten Mittelalter eine wichtige Rolle gespielt und sich durch häufige Bekleidung kommunaler Oberämter hervorgetan hatten. Als Gegner der Medici, die sich 1530 endgültig als Stadtherren etablieren konnten und von Kaiser Karl V. mit dem Titel der Herzöge von Florenz ausgestattet wurden, zog der Aldobrandini del Nero genannte Familienzweig nach Rom. Der Vater des Papstes, Silvestro Aldobrandini, ein Anhänger der aus Florenz verbannten Gegner der Medici, war ein bekannter Jurist und nach 1538 Konsistorialadvokat an der päpstlichen Kurie, der sich unter Papst Paul IV. dessen antispanischer Politik verschrieb; nach deren Scheitern fiel er 1559 aber in Ungnade und schied aus dem päpstlichen Dienst aus. Die Mutter, Lesa Deti, gebar acht Söhne und eine Tochter.
Der älteste Sohn, Giovanni, wurde 1570 Kardinal und brachte im folgenden Jahre das Militärbündnis von Spanien, Venedig und Papst Pius V. zustande, das die Türken in der Seeschlacht von Lepanto am 7. Oktober 1571 schlagen konnte. Da Giovanni jedoch schon 1573 verstarb, konnte er in der kirchlichen Hierarchie nicht weiter aufsteigen. Dies gelang dagegen seinem jüngeren Bruder Ippolito, der nach einem Studium des Kirchenrechts in Padua und Perugia und der Promotion zum Doktor der Rechte in Bologna sich als Kirchenjurist profilierte und wie sein Vater Konsistorialadvokat und seit 1570 Auditor der Römischen Rota wurde. Nach der Ernennung zum Datar, dem Leiter der Apostolischen Datarie, wurde er am 18. Dezember 1585 von Papst Sixtus V. zum Kardinal erhoben und mit der Titelkirche San Pancrazio bedacht. Später amtierte er 1587 als Päpstlicher Legat in Polen und bewirkte die Wahl von Sigismund III. Wasa zum König von Polen und Großfürst von Litauen. Außerdem wurde er Großpönitentiar.

## Papstwahl
Ippolito war sehr fromm und persönlich bescheiden. Diese Vorzüge empfahlen ihn als Kandidaten für die Papstwahl im Konklave vom 10. bis 30. Januar 1592 nach dem Tode von Innozenz IX., an dem 54 Kardinäle teilnahmen. Nach 19 Wahlgängen wurde er schließlich einstimmig mit Unterstützung der beiden Parteien Spaniens und der Toskana zum neuen Papst gewählt. In Erinnerung an den florentinischen Vorgänger Clemens VII. nahm er den Namen Clemens VIII. an. Zu seinen Beichtvätern gehörten sein Lehrer, der hl. Philipp Neri und der berühmte Kirchenhistoriker und Kardinal Cesare Baronio. Der neue Papst ernannte 1593 seine beiden Neffen Pietro Aldobrandini und Cinzio Passeri Aldobrandini zu Kardinälen und zu gleichberechtigten Kardinalnepoten. Tatsächlich aber erlangte der erstgenannte Neffe männlicher Linie, der zudem Erzbischof von Ravenna wurde, den Vorrang, den er mit päpstlichen Finanzmitteln etwa dazu nutzte, den Dichter Torquato Tasso zu fördern.

## Pontifikat

### Geistliche Politik

Wappen von Papst Clemens VIII. (moderne Nachzeichnung)

Das Pontifikat von Clemens VIII. gehört zu den bedeutenden der katholischen Reform, die den Maßgaben des Tridentinums folgte. Er gab das Pontificale Romanum (1595/96) und das Caeremoniale Episcoporum (1600) sowie Neuausgaben des Breviarium Romanum (1602) und des Missale Romanum (1604) heraus. Im Jahr 1596 veranlasste er außerdem eine Neuauflage des Index Librorum Prohibitorum, des Verzeichnisses der von der Kirche ausdrücklich verbotenen Bücher.
Als einer der außen- und kirchenpolitischen Höhepunkte seines Pontifikats gilt die in Rom 1595 vollzogene Brester Union, der Zusammenschluss der Orthodoxie von Kiew und Ruthenien mit der katholischen Kirche.
Im Heiligen Jahr 1600 verkündete Clemens, wie es bereits Papst Bonifatius VIII. im Jahr 1300 getan hatte, einen Jubiläumsablass. In demselben Jahr gewann der Papst persönlich etwa 60 Ablässe durch den Besuch der vier Hauptbasiliken; die sieben Pilgerkirchen von Rom besuchte er während des Pontifikats sogar rund 160 Mal. Man konnte den Papst barfuß inmitten von Prozessionen antreffen. Er lud öfter zwölf arme Pilger an seinen Tisch und bediente sie und er ging ins Hospiz der Allerheiligsten Dreifaltigkeit der Pilger, um diesen die Füße zu waschen und Almosen zu spenden.
Die Kardinalskongregation de auxiliis zum Gnadenstreit (1595–1603) beendete ihre Arbeit unter Vorsitz des Papstes. Die Entscheidung wurde aber wegen seines plötzlichen Todes nie publiziert. Die Nachfolger seit Paul V. halten die Frage seither offen. Mutmaßlich tendierte Clemens VIII. zu einer Verurteilung des Molinismus. Bekanntestes Opfer der innerkirchlichen Politik des Papstes wurde der Dominikaner Giordano Bruno, der in einem Gerichtsverfahren wegen Häresie verurteilt und am 17. Februar 1600 auf dem Scheiterhaufen am Campo de’ Fiori in Rom verbrannt wurde. Eine 1889 errichtete Statue des Bildhauers Ettore Ferrari erinnert an Giordano Bruno.
Für die Wiedergewinnung an die Protestanten verlorener Gebiete setzte Clemens vornehmlich die Jesuiten ein. Im Verhältnis mit dem Judentum erließ er einige strenge Regelungen, unter anderem im Breve Cum saepe accidere.

### Weltliche Politik

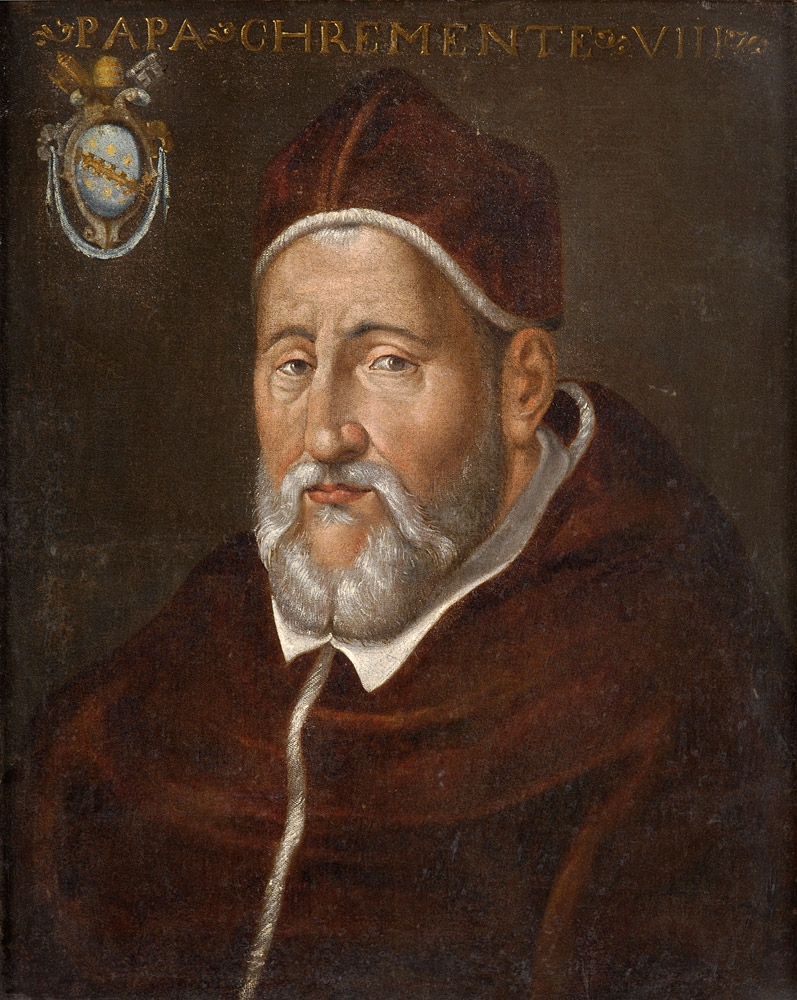
Clemens VIII.

Im Jahre 1595 sprach Clemens VIII. die Anerkennung des französischen Königs Heinrich IV. aus, die zur Beendigung der französischen Religionskriege führte. Drei Jahre später ließ er durch seine Truppen das Herzogtum Ferrara, in dem mit Alfonso II. d’Este (1559–1597) der letzte Herzog der direkten Linie der Familie D’Este verstorben war, besetzen und zog es als erledigtes Lehen für den Kirchenstaat ein; der von Alfonso als Nachfolger vorgesehene Vetter Cesare wurde als Sohn eines nichtehelichen Onkels auf das Herzogtum Modena und Reggio beschränkt, das kaiserliches Lehen war, er konnte aber den mobilen Familienbesitz dorthin mitnehmen. Das im Kirchenstaat seit langer Zeit grassierende Banditenunwesen, gegen das zuvor Sixtus V. energisch vorgegangen war, vermochte Clemens’ Neffe Giovanni Francesco Aldobrandini als General der römischen Kirche nicht richtig in den Griff zu bekommen.
Seinen Ruf der Strenge setzte Clemens VIII. auch in einem berühmt gewordenen Kriminalfall um, der bis heute die Gemüter beschäftigt. Die römische Adelsfamilie Cenci hatte außerhalb der Hauptstadt im kleinen Ort Petrella Salto am heutigen Stausee Lago del Salto in der Landschaft Sabina die Burg als Wohnsitz von der Fürstenfamilie Colonna gepachtet. Das Familienoberhaupt Francesco Cenci wurde dort wegen seiner brutalen Haltung gegenüber Kindern und seiner zweiten Frau ermordet. Die Tochter Beatrice Cenci und ihr jüngerer Bruder Giacomo standen hinter dieser Tat, die rasch aufgeklärt wurde und zum Gerichtsverfahren mit Folter führte. Am 11. September 1599 wurden Beatrice und ihre Stiefmutter nahe der Engelsburg enthauptet und der Bruder gevierteilt, nachdem der Papst seine Gnade versagt hatte. Beatrice Cenci ging anschließend als jugendliche Märtyrerin in Literatur, Musik, Malerei und Film ein.
Im Jahr 1600 verfügte Papst Clemens VIII., dass Kaffee ein für Christen geeignetes Getränk sei.

### Kunstpolitik

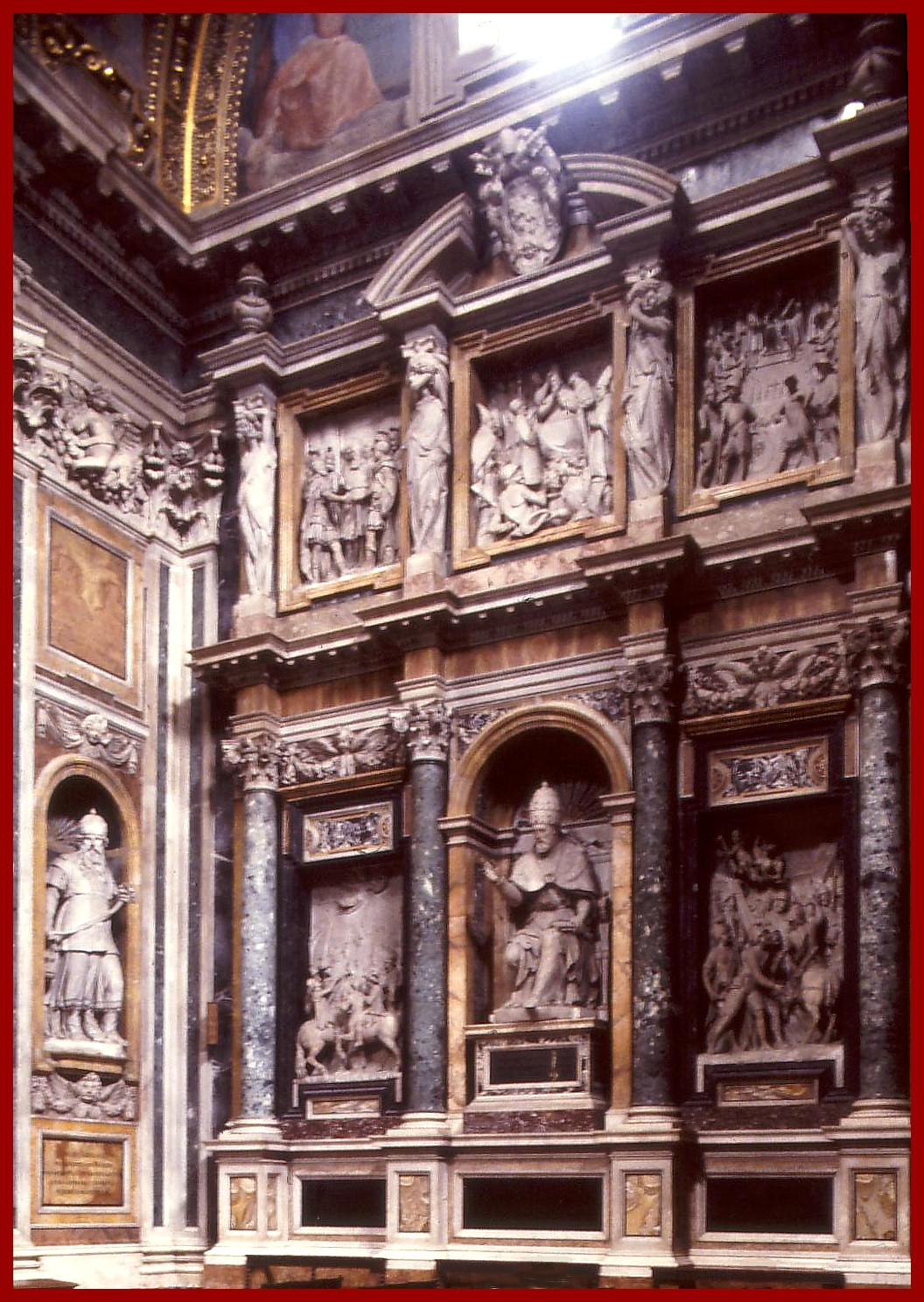
Grabmal von Papst Clemens VIII. in Basilika Santa Maria Maggiore (Rom)

In Rom ließ Clemens VIII. einen großen Familienpalast an der Piazza Colonna, der als Palazzo Chigi heute Amtssitz des italienischen Ministerpräsidenten ist, und eine Stadtvilla wenig oberhalb im Osten der Piazza Venezia erbauen. In der Kirche S. Maria sopra Minerva schuf der Hausarchitekt des Papstes Carlo Maderno die Cappella Aldobrandini, in der sich unter anderem die Grabdenkmäler von Vater und Mutter Clemens VIII. befinden.
Als bekanntestes Bauwerk, das mit dem Familiennamen des Papstes verbunden ist, kann die Villa Aldobrandini in Frascati gelten. Er machte sie seinem Neffen Pietro Aldobrandini zum Geschenk. Die Villa wurde zwischen 1598 und 1604 von den Architekten Giacomo della Porta, Giovanni Fontana und Carlo Maderno auf dem Abhang des Hügels erbaut, der über dem Hauptplatz der Stadt liegt. Die Innenausstattung mit Fresken oblag verschiedenen Malern, so Giuseppe Cesari, genannt Cavaliere d’Arpino, den Brüdern Taddeo und Federico Zuccari und Schülern von Domenico Zampieri, genannt Domenichino. Hinter dem Gebäude zieht sich ein weiter Park den Hügel hinauf, der mit Wasserspielen, darunter einer Wassertreppe, versehen ist.
Den Namen Aldobrandini trägt auch ein antikes Fresko, das 1605 im Park der stadtrömischen Villa des Kardinals Cinzio Passeri Aldobrandini gefunden wurde. Es ist als „Aldobrandinische Hochzeit“ bekannt und zeigt in duftiger Malweise die Vorbereitung einer Braut auf ihre Hochzeit durch ihre Dienerinnen. Mit einem Holzrahmen versehen, hängt es heute in der Biblioteca Apostolica Vaticana.

## Tod und Nachwirken
Als Clemens VIII. am 3. März 1605 verstarb, hatte er seine Familie fest in der römischen Aristokratie verankert. Daher konnte sein monumentales Grab in der Cappella Paolina der Basilika Santa Maria Maggiore in Rom errichtet werden. Im Zentrum einer großen Nischenarchitektur sitzt der Papst mit einem Redegestus der rechten Hand, begleitet von Reliefs mit seinen Taten und einer Inschrift, die gleichfalls seine politischen Erfolge rühmt.
Der Papstneffe Giovanni Francesco setzte die Familie als weltlicher Nepot fort. 1595 hatte er mit päpstlichen Truppen in Ungarn im Kriege von Kaiser Rudolf II. gegen die Türken gekämpft, wo er 1601 einem Fieber erlag. Die Familie starb jedoch bereits 1638 aus, woraufhin ihre Titel und Besitzungen über die erste Heirat der Erbtochter Olimpia zum Teil an die Borghese, die Familie von Papst Paul V., übergingen, über deren zweite Ehe mit Camillo Francesco Maria Pamphilij zum anderen Teil aber an die Familie von Papst Innozenz X. Als jedoch 1760 auch die Pamphili ausstarben, gelangte dieser Teil ebenfalls an die Borghese. Heute führt die damals begründete Sekundogeniturlinie der Borghese den Namen Aldobrandini und gehört als Fürsten von Meldola und Herzöge von Carpineto zum Kern des römischen Hochadels.